# ジェール
ジェール(ハンガリー語: Győr、ドイツ語:Raab、スロバキア語:Ráb)は、ハンガリー北西部の主要都市である。ジェール・モション・ショプロン県の県都であり、ハンガリーの首都ブダペストとオーストリアの首都ウィーンのちょうど中間点に位置する。ジュール、ジョールとも表記する。

## 地理
街は、ドナウ川の支流、ラーバ川右（東）岸を中心として広がる。

### 気候
| ジェール（1991年 - 2020年）の気候 | ジェール（1991年 - 2020年）の気候 | ジェール（1991年 - 2020年）の気候 | ジェール（1991年 - 2020年）の気候 | ジェール（1991年 - 2020年）の気候 | ジェール（1991年 - 2020年）の気候 | ジェール（1991年 - 2020年）の気候 | ジェール（1991年 - 2020年）の気候 | ジェール（1991年 - 2020年）の気候 | ジェール（1991年 - 2020年）の気候 | ジェール（1991年 - 2020年）の気候 | ジェール（1991年 - 2020年）の気候 | ジェール（1991年 - 2020年）の気候 | ジェール（1991年 - 2020年）の気候 |
| 月                                | 1月                               | 2月                               | 3月                               | 4月                               | 5月                               | 6月                               | 7月                               | 8月                               | 9月                               | 10月                              | 11月                              | 12月                              | 年                                |
| --------------------------------- | --------------------------------- | --------------------------------- | --------------------------------- | --------------------------------- | --------------------------------- | --------------------------------- | --------------------------------- | --------------------------------- | --------------------------------- | --------------------------------- | --------------------------------- | --------------------------------- | --------------------------------- |
| 最高気温記録 °C （°F）            | 17.5 (63.5)                       | 20.8 (69.4)                       | 24.1 (75.4)                       | 31.2 (88.2)                       | 33.1 (91.6)                       | 36.8 (98.2)                       | 39.6 (103.3)                      | 40.6 (105.1)                      | 33.7 (92.7)                       | 28.1 (82.6)                       | 23.3 (73.9)                       | 19.4 (66.9)                       | 40.6 (105.1)                      |
| 平均最高気温 °C （°F）            | 3.2 (37.8)                        | 5.9 (42.6)                        | 11.0 (51.8)                       | 17.5 (63.5)                       | 22.1 (71.8)                       | 25.7 (78.3)                       | 27.8 (82)                         | 27.6 (81.7)                       | 22.0 (71.6)                       | 16.1 (61)                         | 9.4 (48.9)                        | 3.9 (39)                          | 16.0 (60.8)                       |
| 日平均気温 °C （°F）              | 0.3 (32.5)                        | 2.2 (36)                          | 6.4 (43.5)                        | 11.7 (53.1)                       | 16.3 (61.3)                       | 19.9 (67.8)                       | 21.7 (71.1)                       | 21.4 (70.5)                       | 16.6 (61.9)                       | 11.3 (52.3)                       | 6.1 (43)                          | 1.4 (34.5)                        | 11.3 (52.3)                       |
| 平均最低気温 °C （°F）            | −2.4 (27.7)                       | −1.3 (29.7)                       | 1.9 (35.4)                        | 6.0 (42.8)                        | 10.4 (50.7)                       | 14.1 (57.4)                       | 15.7 (60.3)                       | 15.3 (59.5)                       | 11.2 (52.2)                       | 6.7 (44.1)                        | 3.1 (37.6)                        | −1 (30)                           | 6.7 (44.1)                        |
| 最低気温記録 °C （°F）            | −23.4 (−10.1)                     | −22.0 (−7.6)                      | −15.8 (3.6)                       | −6.0 (21.2)                       | −1.4 (29.5)                       | 3.7 (38.7)                        | 6.1 (43)                          | 4.7 (40.5)                        | 0.5 (32.9)                        | −9.4 (15.1)                       | −14.6 (5.7)                       | −22.1 (−7.8)                      | −23.4 (−10.1)                     |
| 降水量 mm （inch）                | 35.3 (1.39)                       | 28.6 (1.126)                      | 42.3 (1.665)                      | 41.2 (1.622)                      | 67.5 (2.657)                      | 72.6 (2.858)                      | 76.8 (3.024)                      | 64.8 (2.551)                      | 85.0 (3.346)                      | 61.3 (2.413)                      | 53.1 (2.091)                      | 40.2 (1.583)                      | 668.7 (26.326)                    |
| 平均降水日数 （≥1.0 mm）          | 7.3                               | 7.1                               | 9.3                               | 7.3                               | 9.9                               | 8.6                               | 8.9                               | 7.8                               | 8.3                               | 7.9                               | 9.9                               | 8.3                               | 100.6                             |
| 平均月間日照時間                  | 69.1                              | 96.2                              | 152.9                             | 188.2                             | 249.4                             | 272.9                             | 266.2                             | 248.5                             | 159.6                             | 137.7                             | 67.4                              | 57.6                              | 1,965.7                           |
| 出典：infoclimat.fr               |                                   |                                   |                                   |                                   |                                   |                                   |                                   |                                   |                                   |                                   |                                   |                                   |                                   |

| 平均気温の推移°C                                               |                                                                |
| -------------------------------------------------------------- | -------------------------------------------------------------- |
| 現在、技術上の問題で一時的にグラフが表示されなくなっています。 |                                                                |
|                                                                | 現在、技術上の問題で一時的にグラフが表示されなくなっています。 |

|  | 現在、技術上の問題で一時的にグラフが表示されなくなっています。 |

|  | 現在、技術上の問題で一時的にグラフが表示されなくなっています。 |

|  | 現在、技術上の問題で一時的にグラフが表示されなくなっています。 |

|  | 現在、技術上の問題で一時的にグラフが表示されなくなっています。 |

|  | 現在、技術上の問題で一時的にグラフが表示されなくなっています。 |

|  | 現在、技術上の問題で一時的にグラフが表示されなくなっています。 |

|  | 現在、技術上の問題で一時的にグラフが表示されなくなっています。 |

|  | 現在、技術上の問題で一時的にグラフが表示されなくなっています。 |

|  | 現在、技術上の問題で一時的にグラフが表示されなくなっています。 |

|  | 現在、技術上の問題で一時的にグラフが表示されなくなっています。 |

|  | 現在、技術上の問題で一時的にグラフが表示されなくなっています。 |

|  | 現在、技術上の問題で一時的にグラフが表示されなくなっています。 |

|  | 現在、技術上の問題で一時的にグラフが表示されなくなっています。 |

|  | 現在、技術上の問題で一時的にグラフが表示されなくなっています。 |

|  | 現在、技術上の問題で一時的にグラフが表示されなくなっています。 |

|  | 現在、技術上の問題で一時的にグラフが表示されなくなっています。 |

## スポーツ
サッカークラブ、ジェールETO FCの本拠地。

## 姉妹都市
- エアフルト（ドイツ） 1971年
- クオピオ（フィンランド） 1978年
- ジンデルフィンゲン（ドイツ） 1989年
- コルマール（フランス） 1993年
- ブラショフ（ルーマニア） 1993年
- ナザレ・イリト（英語版）（イスラエル） 1993年
- 武漢（中華人民共和国） 1995年
- ポズナン、ポーランド

## 出身者
- ネーメト・クリスティアーン（サッカー選手）
- ハンス・リヒター（指揮者）
- ティボール・ヴァルガ（ヴァイオリニスト）
- ジョージ・バラティ（作曲家）
- エーミール・ツッカーカンドル（解剖学者）
- リース・フリジェシュ（数学者）
- リース・マルツェル（数学者）
- ソンバトヘイ・フェレンツ（軍人）